# Parque Nacional Mangetti
O Parque Nacional Mangetti é um parque nacional localizado no norte da Namíbia. O parque foi inaugurado em 2008 e tem uma área de 420 km2 (160 sq mi).